# جوردن زيمرمان
جوردن زيمرمان (بالإنجليزية: Jordan Zimmerman)‏ هو لاعب كرة قاعدة أمريكي، ولد في 28 أبريل 1975 في كيلونا في كندا.

## وصلات خارجية
- جوردن زيمرمان على موقعبيزبول رفرنس.كوم (الدوري الرئيسي) (الإنجليزية)
- جوردن زيمرمان على موقعبيزبول رفرنس.كوم (الدوري الثانوي) (الإنجليزية)